# Platamus dufaui
Platamus dufaui là một loài bọ cánh cứng trong họ Silvanidae. Loài này được Grouvelle miêu tả khoa học năm 1902.